# Rose Zehner
Rose Zehner, née Rose Francine Goderel, à Paris (XVe), le 8 avril 1901 et morte le 1er août 1988 à Laigle dans l'Orne, est une militante syndicaliste dont l'action fut redécouverte en 1980 grâce à la publication d'une photographie de Willy Ronis datant de mars 1938.

## Éléments biographiques
Rose Zehner est orpheline dès l'âge de neuf ans. Très jeune, elle doit travailler comme ouvrière. Sa « grande gueule », son humour la font connaître de tous. Militante communiste, elle adhère à la CGTU. En 1938, lors des grèves chez Citroën, elle est photographiée par Willy Ronis tandis qu'elle harangue la foule des ouvrières réunies dans la sellerie de l'usine de Paris, dans le quartier de Javel.
Après les grèves de 1938, elle est licenciée du fait de son action militante. Elle ouvre alors un bistrot rue Saint-Charles, le Où va-t-on ? Chez Lulu et Rosette. À la fin de la guerre, elle s'installe dans l'Orne.
En 1983, elle est invitée dans le cadre des Rencontres de la photographie d'Arles. Elle est acclamée par la foule.

### La photographie de Willy Ronis
Cette photographie est prise, le 23 mars 1938, à la veille de la grève des ouvriers métallurgistes par Willy Ronis — qui signait ses clichés à l'époque de son pseudonyme, Roness — pour le journal communiste Regards. La photographie, largement sous-exposée, n'est pas publiée à l'époque parce que Ronis ne dispose pas du papier argentique adéquat. Devant rendre les clichés pour 17 heures au plus tard, il en est très frustré puis l'oublie. Son tirage n'interviendra que quarante-deux années plus tard.
Sur la photographie, on voit Rose Zehner, de retour du ministère de la Guerre, en train de faire le compte rendu de la délégation pour la « solidarité avec les gars d'Espagne » face aux travailleuses réunis dans l'atelier de sellerie de Citroën-Javel.

Willy Ronis explique : 

« J'étais dans l'usine, en grève, j'ouvre une porte et je tombe sur cette scène. C'était l'époque où les conquêtes sociales de 1936 étaient remises en question. Les gens criaient de colère. Je n'ai pas eu une vraie réaction de reporter : l'atmosphère était tellement tendue que je me suis senti de trop et suis parti. Je n'ai fait qu'une photo, celle-là. Il a fallu attendre 1982 pour que je rencontre cette femme, Rosette [Rose Zehner]. Nous avons reparlé de cette époque et elle m'a dit qu'elle avait eu le temps de me voir et cru que j'étais un flic ! Tout au long de ma vie, j'ai fait mienne la lutte des hommes pour leur dignité et leur mieux- être. »

En 1980, pour la sortie de son livre, Sur le fil du hasard, Willy Ronis parcourt ses vieux clichés. Il tombe sur la photo de l'usine Citroën et décide de la publier dans son ouvrage. Une cousine de Rose découvre la photographie et en parle à celle-ci qui se met en contact avec Willy Ronis.
Les « retrouvailles » entre les deux protagonistes des grèves de 1938, l'une, militante, communiste, ouvrière, l'autre, photographe, travaillant pour le journal communiste Regards à quarante années de distance est filmée par le cinéaste Patrick Barberis dans Un voyage de Rose (1983). Rose Zehner est entourée de Henri Alekan, Francis Lemarque, Guy Le Querrec et de deux de ses camarades syndicalistes de l'époque, Léon Bérody et Jean Roger.